# 西三一大学
西三一大学 （英語：Trinity Western University）是一所位于加拿大不列颠哥伦比亚省兰里市的私立基督教文科大学。成立于1962年，TWU招收学生约4,000名，占地157英亩（64公顷），在兰利堡历史文化名城附近。西三一大学是加拿大最大的私人资助的基督教大学。拥有广泛的文科、科学和专业研究课程，提供45个本科专业和17个研究生课程。平均班级大小为20名学生。
学生来自加拿大10个省，美国37个州和58个不同的国家。学生团体中加拿大学生占75%，美国学生占10%，国际学生占15%。TWU大学运动队，被称为斯巴达人，是加拿大校际体育总会成员（CIS），参加加拿大西部高校体育协会的比赛，分配在太平洋和先锋比赛区。这所大学代表颜色是金色和蓝色。

## 历史
西三一大学的历史可以追溯到1957年，当时由美国自由福音会建立了一个委员会研究和考虑在北美洲太平洋海岸成立一个文科学院的可行性。1985年，不列颠哥伦比亚省政府立法通过，把该学院的现在所处位置定为私立基督教大学并命名为西三一大学。TWU在不列颠哥伦比亚省最古老的大学中，排名第三。大学目前由一个18人组成的理事会管理，校长向该理事会报告。现任校长Robert Kuhn于2014年就职。

### 座右铭
西三一大学的座右铭是Turris Fortis Deus Noster。格言的拉丁语翻译为“强大的堡垒是我们的上帝”。座右铭的灵感来自马丁·路德写的著名的同名诗。

## 學院
西三一大学在45个主修科目、56个副修科目、专攻科目或证书领域授予硕士学位，超过1200门课程可供选择。学生可以从大学所有的院系或学校选择课程：
- 人文与社会科学学院
- 自然与应用科学学院
- 艺术学院、传媒+文化
- 商学院
- 人体动力学学院
- 教育学院
- 护理学院

尽管大部分课程都在西三一大学的兰利主校区提供，学生可以在华盛顿的贝林厄姆；不列颠哥伦比亚省的列治文;或在线学习。此外，许多学生参加在世界各地合作机构或大学主办游学和交流项目。学生也可以选择由一名教职人员或管理人员指导下的学习课程。

## 国际课程
西三一大学的国际课程使学生能够在世界各地学习一部分夏季学期、一学期或一整年。运动学学院分别赞助了2008年和2012年在北京和伦敦奥运会的夏季旅游学习课程。艺术学院、传媒+文化学院赞助在巴黎和伦敦的夏季课程，以及商学院赞助在渥太华和魁北克城的夏季课程。TWU还提供其他各种暑期课程，如在夏威夷的珊瑚礁生物学习、在以色列和约旦河西岸的圣经学习以及在土耳其的约翰福音文学。
此外，该大学连同基督教学院和大学理事会（CCCU）一起，通过CCCU的“最佳学期”项目提供12门为时一学期的不同课程。赞助的课程包括在乌干达的非洲研究、在洛杉矶的电影制作和电影研究、在泰米尔纳德邦的印度研究、在圣何塞、哥斯达黎加的拉丁美洲研究、以及在华盛顿特区的美国研究。
西三一大学与牛津大学的研究和交流合作关系，让符合条件的学生作为访问学生，在牛津大学交流学习一个学期或一年。在西班牙的萨拉曼卡大学与在中国的厦门大学的交流项目也可以供学生选择。学生也可以在教员的帮助下自己安排在加拿大或国外的大学作为访问学生进行学习。

## 著名校友
- 漢斯·博爾斯馬，前維真神學院當J.I. 帕克神學教授 [1]

## 外部連結
- 西三一大学官方网站（页面存档备份，存于）

49°08′26″N 122°35′58″W / 49.14053808°N 122.59957149°W